# Athens (Tennessee)
Athens ist eine US-amerikanische Stadt in Tennessee. Sie bildet den Verwaltungssitz des McMinn County. Das U.S. Census Bureau hat bei der Volkszählung 2020 eine Einwohnerzahl von 14.084 ermittelt. Die Stadt liegt fast äquidistant zwischen den Großstädten Knoxville und Chattanooga.

## Geschichte
Die Cherokee lebten in McMinn County zur Zeit der Ankunft der ersten euro-amerikanischen Entdecker. Im Jahr 1819 unterzeichneten die Cherokee den Calhoun-Vertrag und verkauften das Land nördlich des Hiwassee (einschließlich des gesamten heutigen McMinn County) an die Vereinigten Staaten. McMinn County wurde am 13. November 1819 im Haus von John Walker im heutigen Calhoun gegründet. Das Dorf der Ureinwohner, Pumpkintown, befand sich auf einer Farm etwa zwei Meilen östlich des heutigen Athens. Es wird manchmal fälschlicherweise als ein Vorläufer von Athens identifiziert. Athens wurde 1822 als County Seat angelegt und ausgewählt. Der Name wurde möglicherweise aufgrund der wahrgenommenen topografischen Ähnlichkeiten mit Athen in Griechenland gewählt. 1851 enthielt sie einen Eisenbahnanschluss.
McMinn County wurde während des amerikanischen Bürgerkriegs geteilt. Die gut etablierte Eisenbahn brachte zahlreiche pro- und anti-sezessionistische Redner in das County. Die Bürger des McMinn County wählten in einer Abstimmung knapp gegen die Sezession.
Nach dem Bürgerkrieg lockte die Eisenbahn Geschäftsleute nach McMinn County. Im Jahr 1887 gründeten mehrere Investoren die Athens Mining and Manufacturing Company mit Plänen, die Stadt in eine vorbildliche Industriegemeinde umzuwandeln und groß angelegte Bergbauaktivitäten in der Gegend zu initiieren. Ende des 19. Jahrhunderts dominierten Textilfabriken, Lebensmittelverarbeitung und Holzverarbeitung die Industrie des Countys, die in den 1920er Jahren durch Möbel- und Haushaltsgerätefabriken ergänzt wurden.
1946 kandidierten mehrere Veteranen des Zweiten Weltkriegs in McMinn County für ein lokales Amt, in der Hoffnung, eine als korrupt angesehene Bezirksregierung abzusetzen. Am 1. August schlossen sich die örtlichen Behörden mit den Wahlurnen im Bezirksgefängnis ein. Die Veteranen vermuteten ein falsches Spiel, bewaffneten sich und versammelten sich auf einem Hügel gegenüber dem Gefängnis. Nach einem Schusswechsel ergaben sich die Bezirksbehörden. Die Stimmzettel wurden ausgezählt, und die Veteranen wurden gewählt, womit die Schlacht von Athens beendet war.

## Demografie
Nach einer Schätzung von 2019 leben in Athens 14.020 Menschen. Die Bevölkerung teilte sich im selben Jahr auf in 86,0 % Weiße, 9,3 % Afroamerikaner, 0,8 % amerikanische Ureinwohner, 0,8 % Asiaten und 2,0 % mit zwei oder mehr Ethnizitäten. Hispanics oder Latinos aller Ethnien machten 5,2 % der Bevölkerung aus. Das mittlere Haushaltseinkommen lag bei 31.913 US-Dollar und die Armutsquote bei 28,3 %.

## Bildung
In Athens befinden sich der Hauptsitz der Tennessee Wesleyan University. Daneben gibt es in der Stadt Ableger des Tennessee Colleges of Applied Technology und des Cleveland State Community College.

## Söhne und Töchter der Stadt
- J. Lawrence Cook (1899–1976), Musiker
- Hoyt Stevens (* 1932), Musiker